# Torekovs distrikt
Torekovs distrikt är ett distrikt i Båstads kommun och Skåne län. 
Distriktet ligger vid kusten väster om Båstad.

## Tidigare administrativ tillhörighet
Distriktet inrättades 2016 och utgörs av socknen Torekov i Båstads kommun.
Området motsvarar den omfattning Torekovs församling hade 1999/2000.